# Cerigo

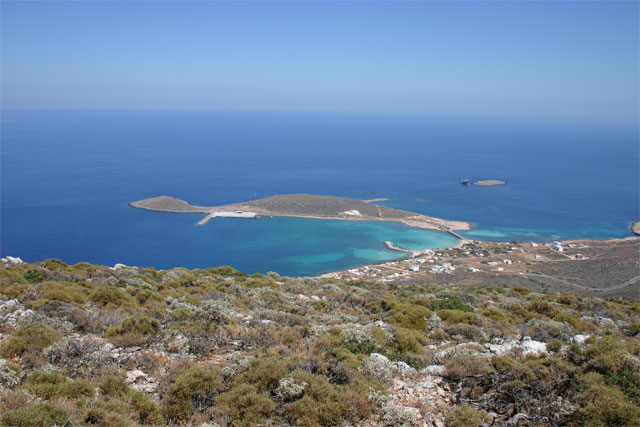
Il porto principale dell'isola

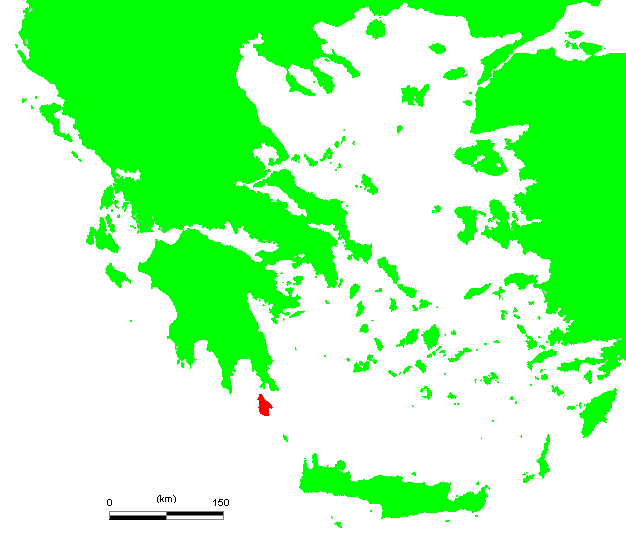
Cerigo (in rosso)

Cerìgo o Citèra (in greco Κύθηρα?) è un'isola della Grecia situata a sud del Peloponneso, nel Mar Ionio in prossimità del confine con il Mar Egeo.
Dalle acque di Citèra si narra sia nata Afrodite (Venere per i Romani), dea della bellezza e dell'amore.
L'isola, dalla fisionomia particolare, è apprezzata dai turisti per le sue bellezze naturali, unite ai villaggi pittoreschi, ai monumenti bizantini, alle fortezze veneziane, ai monasteri e alle chiese di campagna.
Dal punto di vista amministrativo è un comune della periferia dell'Attica (unità periferica delle Isole) con 3 571 abitanti al censimento 2001.

## L'isola di Venere
Nella mitologia greca, l'antica Citèra veniva identificata, assieme all'isola di Cipro, come il luogo di nascita della dea Afrodite (Venere per i Romani). Da qui l'appellativo di "citerea" attribuito alla dea, e quello di "isola di Venere" passato all'isola.

## Storia
Dopo la caduta dell'impero romano-bizantino, l'isola fu spesso depredata dai pirati barbareschi, mentre siculo-normanni, turchi e veneziani lottavano per il suo possesso; infine dal 1363 fino alla caduta della Repubblica di Venezia, essa rimase sotto il dominio veneziano, per circa quattro secoli.

Bandiera della Repubblica delle Sette Isole Unite (1800-1807)

Tra 1800 e 1807 fece parte della Repubblica delle Sette Isole Unite, sotto protettorato russo-ottomano ma a guida veneto-greca. Fu questa la prima esperienza di autogoverno greco, in cui ebbero un ruolo principale i greco-veneti, tra i quali Giovanni Capodistria. Dopo essere stata disputata da francesi, russi e turchi, cadde in mani britanniche nel 1809, per divenire parte degli Stati Uniti delle Isole Ionie. Passò quindi al Regno Unito e poi alla Grecia (1864).

## Da visitare
- Cerigo, il capoluogo dell'isola.
- Aghia Pelagia, porto che collega Citera con le coste della Laconia.
- Diakofti, porto principale dell'isola.
- Karavas, villaggio dell'entroterra.
- Kapsali, località turistica costiera.
- Livadi, località turistica vicino a Cerigo.
- Milopotamos, villaggio tradizionale.
- Potamos, borgo tradizionale di importante movimento commerciale

## Monumenti e musei
- Fortezza Bizantina, a Cerigo.
- Museo archeologico, a Cerigo.
- Grotte di Aghia Sofia, ad Aghia Pelagia.
- Edificio del vecchio lazzaretto, a Kapsali.
- Monastero di Panagia Mirtidiotissa, a Livadi.
- Museo d'arte bizantina e metabizantina, a Livadi
- Fortezza Veneziana, a Milopotamos.

## Nella cultura di massa
- Cerigo ha ispirato la cantautrice pop francese Nolwenn Leroy per la sua canzone J'ai volé le lit de la mer,  pubblicata nel suo album del 2012 Ô Filles de l'eau ("Vers Cythère j'ai vogué").[8]
- Cerigo è menzionata dal famoso libertino e scrittore veneziano Giacomo Casanova nella sua opera Storia della mia fuga dai Piombi.
Nel 1755, mentre era rinchiuso nelle famose prigioni di Venezia, Casanova condivise la cella con un ragazzo vicentino figlio di un cocchiere, incarcerato per aver messo incinta la figlia di un conte e volere fuggire con lei. Di tale ragazzo, di cui non viene fatto il nome, Casanova riporta che sarebbe stato successivamente esiliato sull'isola di Cerigo, la quale allora era considerata una sorta di luogo di confino per chi si macchiava di delitti amorosi. Così scrisse Casanova: «Cerigo, l'antica Citera, isola appartenente alla Repubblica di Venezia, il più lontano dei possedimenti veneti, in fondo all'arcipelago, dove si confinano a vita tutti i prigionieri di basso ceto, colpevoli di delitti amorosi»[9].
Casanova, poi, nota come sia curioso il fatto che la Repubblica di Venezia esiliasse tali condannati sull'isola in cui, secondo il mito, nacque la dea Venere.
Ne fornisce poi una descrizione, in quanto passò di lì nel 1743. «Vi scesi per osservarne la povertà, che però non impedisce all'aria di essere carica di deliziosi profumi, all'erba e ai fiori di fiorire, al clima di essere uno dei più dolci, al suo moscato di essere uno dei più famosi della terra, alle donne di essere tutte belle e agli abitanti tutti innamorati, sino all'ultimo giorno della loro vita»[10].
Al tempo, Cerigo era governata da un provveditore veneziano che restava in carica due anni, il quale, secondo Casanova, era molto bravo a provvedere «soprattutto a se stesso»[11]. 
Casanova parla di Cerigo anche nel capitolo 14 della sua celebre opera Storia della mia vita, dove racconta dell'incontro con tale don Antonio Pocchini, proprio uno di quei colpevoli di delitti amorosi che su Cerigo venivano esiliati.
- Con il nome di Nuova Citera è anche nota l’isola di Tahiti nel Pacifico meridionale.[12]